# آليات النشاط الجنسي البشري

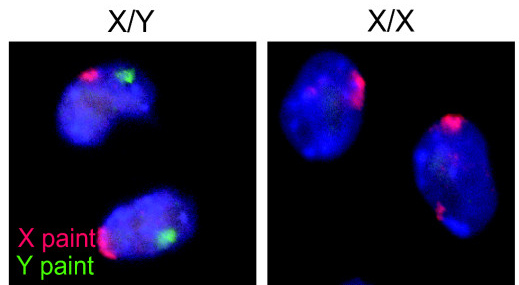

آليات الجنس، أو أكثر رسمياً الميكانيكا الحيوية للنشاط الجنسي البشري، هي دراسة الآليات المتعلقة بالنشاط الجنسي البشري. أمثلة من المواضيع تشمل دراسة النشاط الحيوي لقوة الأنسجة المهبلية والميكانيكا الحيوية لوظيفة الانتصاب في الذكور. هي أيضا آليات الجنس في ظل ظروف تحد مثل الجنس في صفر الجاذبية في الفضاء الخارجي التي تجري دراستها